# قنوات سوریه
قنوات، سوریه (به عربی: قنوات) یک منطقهٔ مسکونی در سوریه است که در Al-Suwayda District واقع شده‌است.

## خصوصیات
قنوات سوریه ۸٬۳۲۴ نفر جمعیت دارد و ۱٬۲۰۰ متر بالاتر از سطح دریا واقع شده‌است.